# 界牌乡 (平昌县)
界牌乡，是中华人民共和国四川省巴中市平昌县曾经下辖的一个乡。2020年5月，撤销界牌乡、喜神乡，设立江家口镇，以原界牌乡和原喜神乡所属行政区域为江家口镇的行政区域。

## 行政区划
界牌乡撤销前下辖以下地区：
通坎村、前进村、和平村、中华村、金鸡村和界牌村。